# Technische Universität Warna
Die Technische Universität Warna (bulgarisch Технически Университет Варна) – kurz TUV – ist eine technische Universität in der bulgarischen Stadt Warna.

## Geschichte

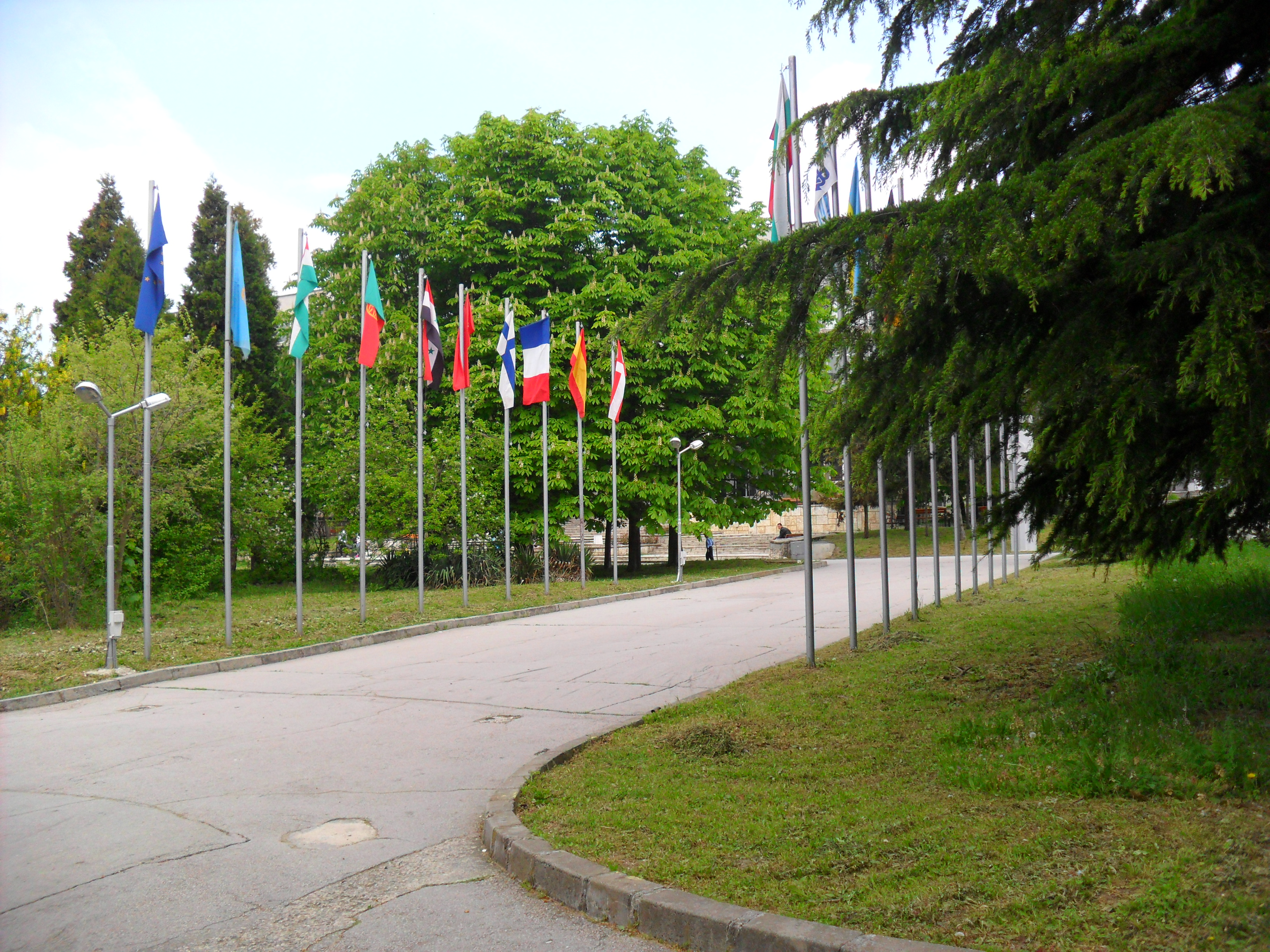
Eingang der Technischen Universität Warna

1962 wurde das Institut für Maschinenbau und Elektronik – Warna (Машинно-електротехнически институт – Варна) gegründet und bestand zunächst aus fünf Fakultäten.

## Fakultäten

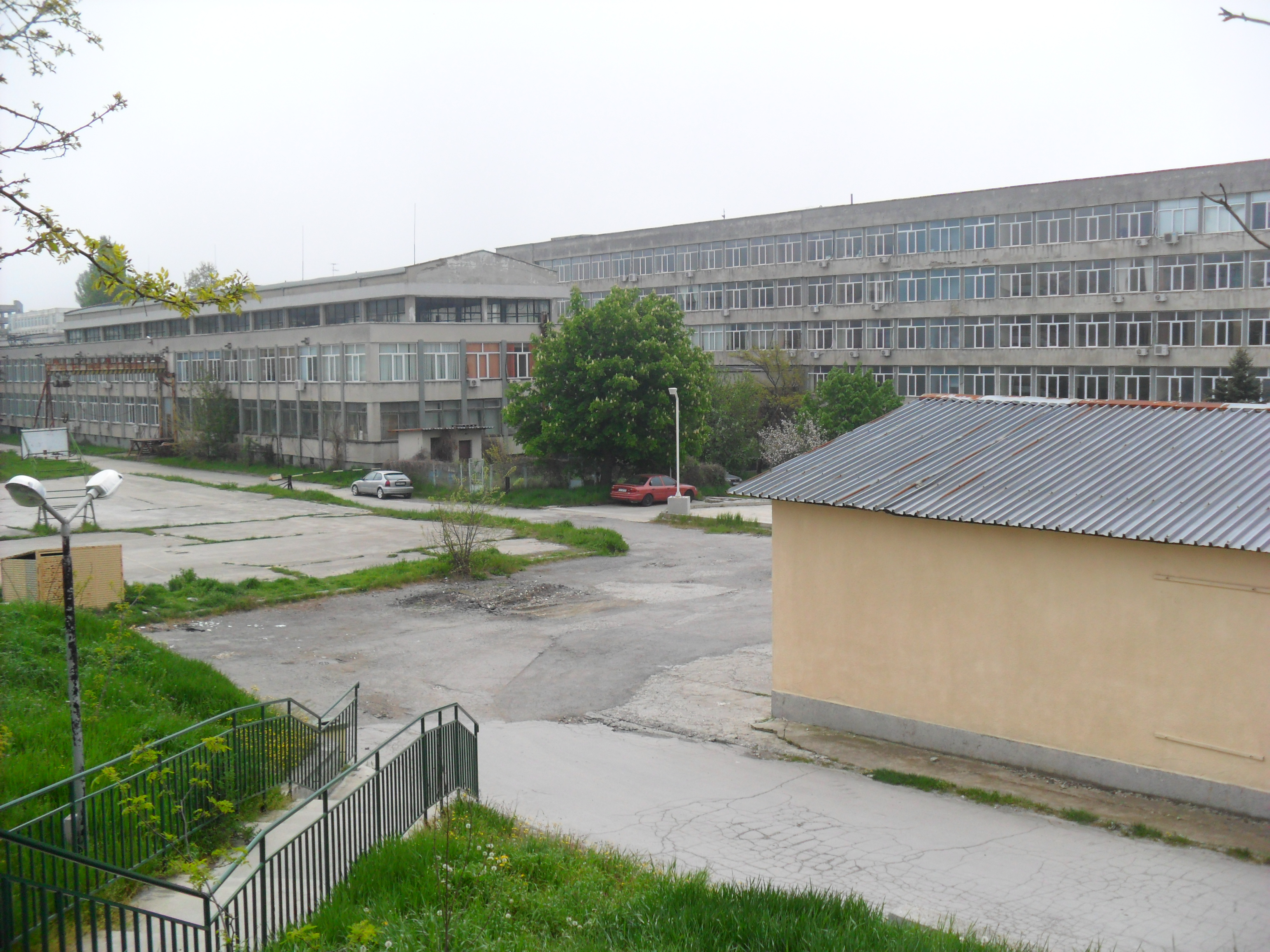
Gebäude der Fakultät Wirtschaftsingenieurwesen

- Die Fakultät für Wirtschaftsingenieurwesen wurde 1962 gegründet. Dekan ist Angel Dimitrov.
- Die Schiffbaufakultät wurde 1962 gegründet. Dekan ist Plamen Ditchev.
- Die Elektrotechnikfakultät wurde 1962 gegründet. Dekan ist Marinela Yordanova.
- Die Elektronikfakultät wurde 1990 gegründet. Dekan ist Rozalina Dimova.
- Die Fakultät für Datenverarbeitung und Automatisierung wurde 1989 gegründet. Dekan ist Petar Antonov.
- Die Fakultät für Marine und Umweltwissenschaften Fakultäten wurde 2012 gegründet. Dekan ist Nikolay Minchev.

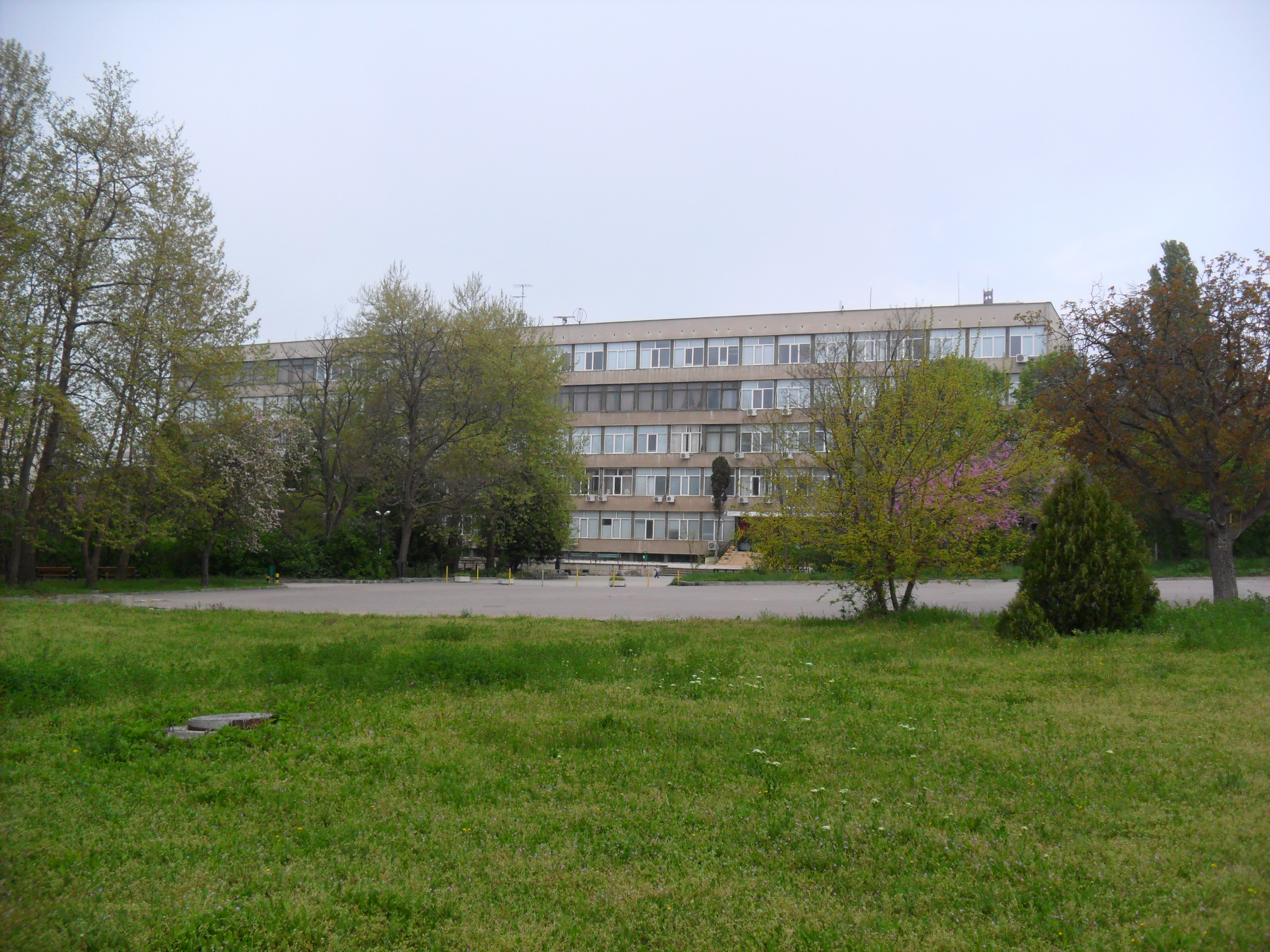
Gebäude der Fakultät für Elektrotechnik

## Rektoren

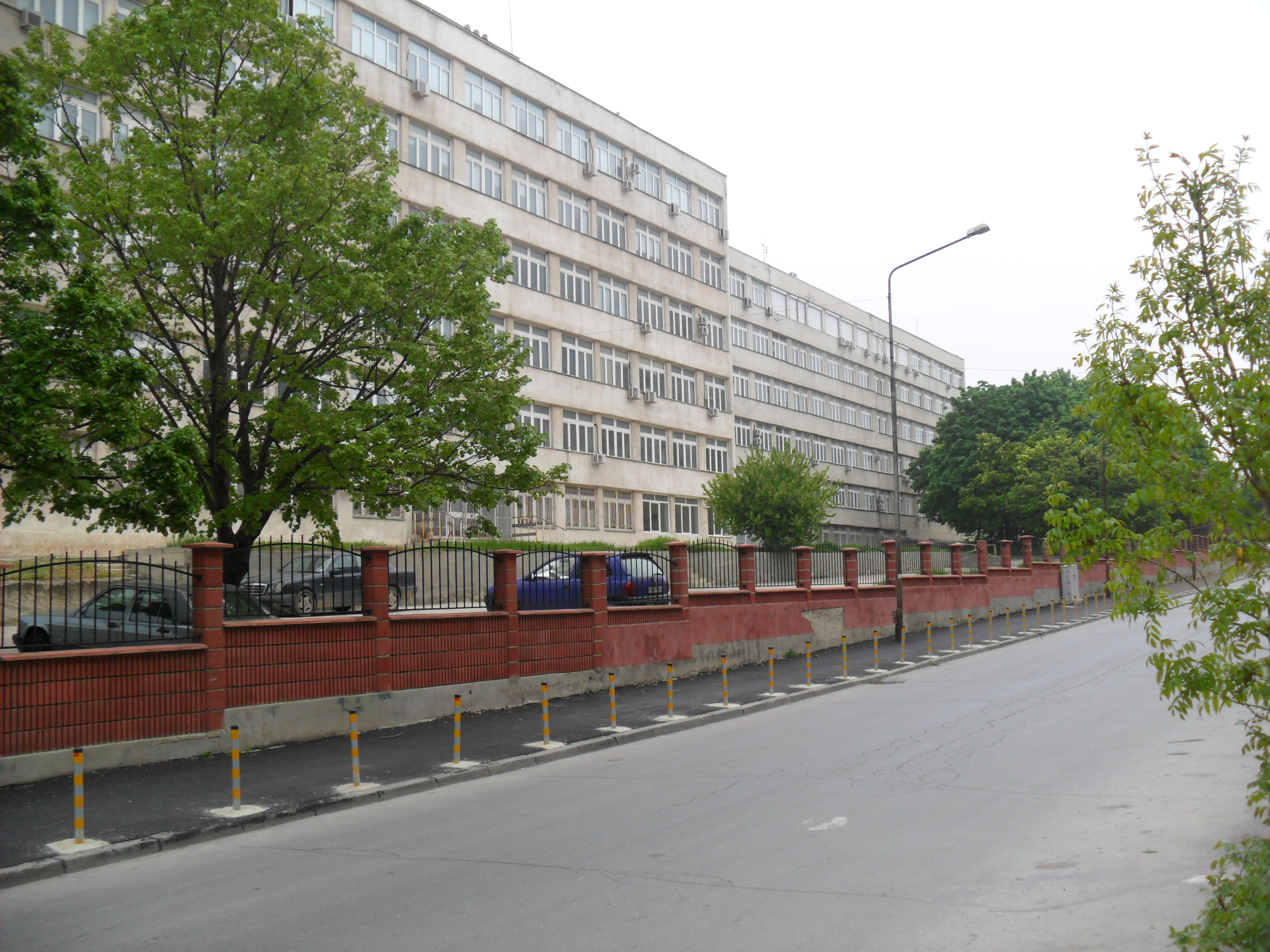
Gebäude des neuen Schulgebäudes

- Marin Oprev (1963–1967)
- Petar Penchev (1967–1973)
- Lefter Lefterov (1973–1979)
- Emil Stanchev (1979–1985)
- Doncho Donchev (1985–1986)
- Dimitar Dimitrov (1986–1991)
- Asen Nedev (1991–1999)
- Stefan Badurov (1999–2007)
- Ovid Fahri (2007–2015)
- Rosen Wasilew (2015–2018)
- Rosalina Dimova (2018–2019)
- Ventsislav Valchev (2019–2023)[2]
- Dragomir Plamenov (2023–)[1]